# Peter Greenaway
Pour les articles homonymes, voir Greenaway.
 (septembre 2018).
Peter Greenaway est un réalisateur, plasticien et artiste visuel britannique né le 5 avril 1942 à Newport (pays de Galles). Son œuvre se décline en films, expositions et sites Web multimédias. Ses films sont marqués par l'influence de la peinture de la Renaissance et du baroque, et plus particulièrement du maniérisme. Les fictions de Peter Greenaway se distinguent par une influence de la peinture baroque flamande. Les traits communs de ses films sont la composition scénique et l'éclairage, ainsi que les contrastes entre les costumes et la nudité, la nature et l'architecture, le mobilier et les personnages, le plaisir sexuel et la mort douloureuse.

## Biographie

### Jeunesse
Greenaway est né à Newport, Monmouthshire, Pays de Galles, d'une mère enseignante et d'un père commerçant en matériaux de construction. La famille de Greenaway s'était installée au Pays de Galles avant sa naissance pour échapper au Blitz. Ils retournèrent dans la région de Londres à la fin de la Seconde Guerre mondiale et s'installèrent à Woodford, qui faisait alors partie de l'Essex. Il a fréquenté l'école primaire Churchfields , puis la Forest School dans la ville voisine de Walthamstow.
Très jeune, Greenaway décide de devenir peintre. Il s'intéresse au cinéma européen, en se concentrant d'abord sur les films d'Ingmar Bergman, puis sur les cinéastes français de la Nouvelle vague tels que Jean-Luc Godard et, plus particulièrement, Alain Resnais. Greenaway a déclaré que L'Année dernière à Marienbad (1961) de Resnais avait été l'influence la plus importante sur son propre cinéma (et il a lui-même établi une relation de travail étroite avec le directeur de la photographie de ce film, Sacha Vierny).
Peter Greenaway vit à Amsterdam.

### 1962–1999

Greenaway au 44e Festival du film de Venise (1987)

En 1962, Greenaway commence ses études au Walthamstow College of Art, où il a pour camarade le musicien Ian Dury (qui jouera plus tard dans Le Cuisinier, le voleur, sa femme et son amant). Greenaway suit une formation de muraliste pendant trois ans. Il réalise son premier film, Death of Sentiment, un essai sur le mobilier de cimetière tourné dans quatre grands cimetières londoniens. En 1965, il rejoint le Central Office of Information (COI), où il travaille pendant quinze ans comme monteur et réalisateur. Durant cette période, il réalise une série de films expérimentaux, à commencer par Train (1966), des images des derniers trains à vapeur à la gare de Waterloo (située derrière le COI), montées sur une composition de musique concrète. Tree (1966) est un hommage à l'arbre crénelé poussant dans le béton devant le Royal Festival Hall, sur la rive sud de Londres. À la fin des années 1970, il réalise Vertical Features Remake et A Walk Through H. Le premier est une étude de diverses structures de montage arithmétique, et le second est un voyage à travers les cartes d'un pays fictif.
En 1980, Greenaway réalise The Falls (son premier long métrage), une encyclopédie gigantesque, fantastique et absurde, consacrée à la fuite, tous liés à quatre-vingt-douze victimes de ce qu'on appelle Violent Unknown Event (VUE). Dans les années 1980, son cinéma s'épanouit avec ses films les plus connus : The Draughtsman's Contract (Meurtre dans un jardin anglais, 1982), A Zed & Two Noughts (Zoo, 1985), The Belly of an Architect (Le ventre de l'architecte, 1987), Drowning by Numbers (Triple Assassinat dans le Suffolk, 1988), et son film parfois considéré comme le plus réussi, Le Cuisinier, le voleur, sa femme et son amant (1989). Le collaborateur musical le plus connu de Greenaway durant cette période est le compositeur Michael Nyman, qui compose la musique de plusieurs films.
En 1989, Greenaway collabore avec l'artiste Tom Phillips sur une émission de télévision, le feuilleton A TV Dante, dramatisant les premiers chants de L'Enfer de Dante. Dans les années 1990, il présente le film Prospero's Books (1991), le controversé The Baby of Mâcon (1993), The Pillow Book (1996) et 8½ Women (1999).
Au début des années 1990, Greenaway écrit dix livrets d'opéra connus sous le nom de la série Death of a Composer, traitant des points communs entre la mort de dix compositeurs, d'Anton Webern à John Lennon ; cependant, les autres compositeurs sont fictifs, et l'un d'eux est un personnage de The Falls. En 1995, Louis Andriessen, actuellement professeur de cinéma à l'European Graduate School de Saas-Fee, en Suisse., a achevé le sixième livret, Rosa – A Horse Drama.

### 2000–présent
Greenaway présente en 2003 l'ambitieux projet multimédia The Tulse Luper Suitcases, qui donne naissance à trois films, un site web, deux livres, une exposition itinérante et un long métrage reprenant le contenu des trois premiers films.
Il contribue également à Visions of Europe, une collection de courts métrages de différents réalisateurs de l'Union européenne ; sa participation britannique est The European Showerbath. Nightwatching et Rembrandt's J'Accuse sont deux films consacrés à Rembrandt, sortis respectivement en 2007 et 2008. Nightwatching est le premier long métrage de la série Dutch Masters, le second projet étant intitulé Goltzius and the Pelican Company.
Le 17 juin 2005, Greenaway fait sa première apparition en tant que VJ lors d'une soirée dans un club artistique. à Amsterdam, aux Pays-Bas, avec la musique du DJ Serge Dodwell (alias Radar), en toile de fond, 'VJ' Greenaway utilise pour son set un système spécial composé d'un grand écran plasma avec écran tactile contrôlé par laser pour projeter les quatre-vingt-douze histoires de Tulse Luper sur les douze écrans du "Club 11", mixant les images en direct. Cette œuvre a ensuite été reprise au festival Optronica de Londres. [citation nécessaire]
En 2006, Greenaway lance une série d'installations vidéo numériques, Neuf peintures classiques revisitées, autour de son exploration de la Ronde de nuit de Rembrandt, exposée au Rijksmuseum d'Amsterdam. Le 30 juin 2008, après de nombreuses négociations, Greenaway organise une représentation d'une nuit remixant La Cène de Léonard de Vinci dans le réfectoire de Santa Maria delle Grazie (Milan) à Milan devant un public sélectionné de dignitaires. La performance consiste à superposer des images et des projections numériques sur le tableau, sur une musique du compositeur Marco Robino. [réf. nécessaire]

La Ronde de nuit de Rembrandt
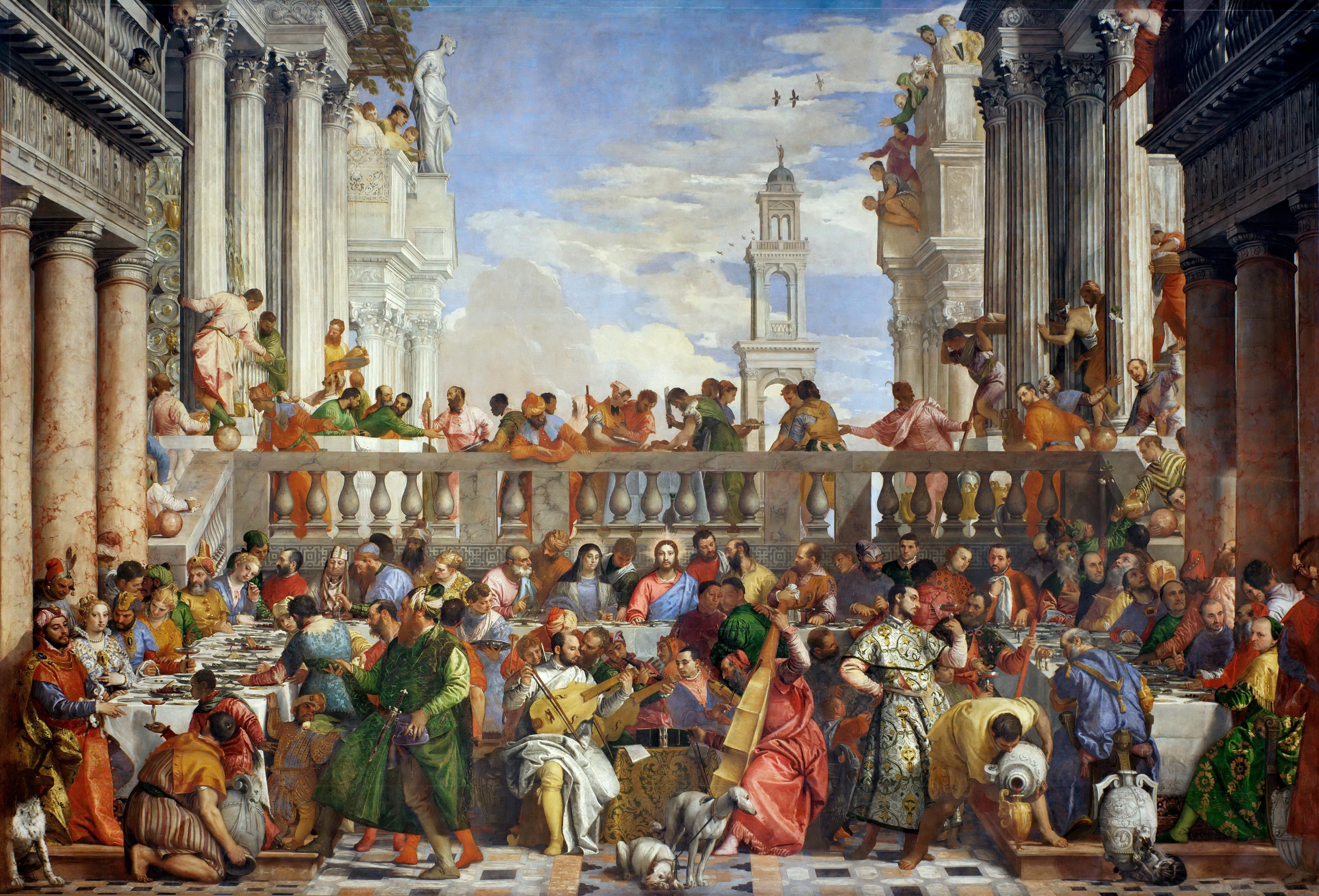
Les noces de Cana de Paolo Veronese (milieu du XVIe siècle)

Le 12 octobre 2007, il crée l'installation multimédia Peopling the Palaces at Venaria Reale au Palais royal de Venaria, animant le palais avec 100 vidéoprojecteurs.
Dans le cadre de la Biennale de Venise de 2009, Greenaway expose son exploration numérique des Noces de Cana de Paolo Veronese. Un journaliste artistique du New York Times la qualifie de « probablement la meilleure conférence d'histoire de l'art en mode autonome que vous puissiez assister », tout en reconnaissant que certains spectateurs pourraient y voir « de l'art médiocre, de la disneyfication kitsch ou un dénigrement flamboyant de l'installation vidéo ». La présentation de 50 minutes, accompagnée d'une bande sonore, intègre des gros plans de visages du tableau ainsi que des diagrammes animés révélant les relations de composition entre les personnages. Ces images sont projetées sur et autour de la réplique du tableau qui se trouve aujourd'hui sur le site d'origine, dans l'architecture palladienne du réfectoire bénédictin de San Giorgio Maggiore. La bande sonore comprend de la musique et des dialogues imaginés par Greenaway pour les 126 « invités au mariage, serviteurs, spectateurs et invités indésirables » représentés dans le tableau, composés de bavardages et de banalités. Guernica de Picasso, Un dimanche après-midi à l'île de la Grande Jatte de Georges-Pierre Seurat, Les Ménines de Diego Velázquez et Le Jugement dernier de Michel-Ange sont des sujets possibles de la série.
En 2011, Greenaway est interviewé par Clive Meyer pour son ouvrage Critical Cinema: Beyond the Theory of Practice dans lequel il critique vivement la théorie cinématographique qui distingue le cinéma des autres médias.
En 2014, à l'occasion de l'année-croisée Russie-Grande-Bretagne, débute le 24 avril 2014 à Moscou l'exposition-installation vidéo du réalisateur  nommée L'Âge d'or de l'Avant-garde russe. Le projet relie plusieurs formes d'art à travers le multimédia et les technologies numériques. « L'Avant-garde russe n'a jamais réellement fait corps avec l'establishment. Ils ont été censurés jusqu'à leur disparition », explique aux journalistes Peter Greenaway lors du gala d'ouverture. Le réalisateur britannique et sa femme néerlandaise Saskia Boddeke utilisent des techniques visuelles dont des jeux de lumière, des effets sonores, de la musique et de la vidéo pour amener les spectateurs dans un espace géométrique abstrait. L'exposition se focalise sur les peintres (dont Malévitch et Kandinsky), écrivains et réalisateurs russes (dont Dziga Vertov, fondateur du cinéma documentaire avec sa technique de la caméra vérité) du début du XXe siècle. Les pièces originales sont animées grâce à une installation multimédia couvrant 5 000 m2. Trois tours sont réunies dans une grande boîte noire faiblement éclairée, chaque face des trois tours possèdant un écran. Les douze écrans diffusent une présentation de quinze minutes, avec des scènes mélangeant des acteurs de la vie réelle  avec des images de plus de quatre cents chefs-d'œuvre de l'Avant-garde russe empruntés à des collections de la Galerie Tretiakov de Moscou, photographies et des extraits de films. Dans les courts -métrages, les personnalités de l'avant-garde russe qui ne se sont jamais connus dans la vie réelle se rencontrent, se parlent et débattent dans des scénographies imaginées. Le Britannique conçoit un « libretto et le Carré noir sur fond blanc de Malévitch, sert de thème visuel à l'événement.
Le 3 mai 2016, Peter Greenaway reçoit un doctorat honoris causa de l'Université de San Martín, en Argentine.

## Filmographie

### Longs métrages
- 1980 : The Falls
- 1982 : Meurtre dans un jardin anglais (The Draughtsman's Contract)
- 1983 : Four American Composers (documentaire)
- 1985 : Zoo (A Zed and Two Noughts)
- 1987 : Le Ventre de l'architecte (The Belly of an Architect)
- 1988 : Triple assassinat dans le Suffolk (Drowning by Numbers)
- 1989 : Le Cuisinier, le voleur, sa femme et son amant (The Cook, the Thief, his Wife and her Lover)
- 1991 : Prospero's Books
- 1993 : The Baby of Mâcon
- 1995 : Stairs 1 Geneva (documentaire)
- 1996 : The Pillow Book
- 1998 : 8 femmes ½ (8 1/2 Women)
- 1999 : The Death of a Composer: Rosa, a Horse Drama
- 2003 : The Tulse Luper Suitcases
- 2005 : A Life in Suitcases
- 2007 : La Ronde de nuit (Nightwatching)
- 2007 : Ripopolare la Reggia (it) (Peopling the Palaces at Venaria Reale) (téléfilm)
- 2008 : Rembrandt's J'accuse
- 2012 : Goltzius and the Pelican Company
- 2015 : Que viva Eisenstein! (Eisenstein in Guanajuato)
- 2019 : Walking to Paris

### Courts et moyens métrages
- 1967 : Revolution
- 1969 : Intervals
- 1973 : H is for House
- 1975 : Water Wrackets
- 1975 : Windows
- 1976 : H for House
- 1976 : Dear Phone
- 1978 : A Walk through H
- 1978 : Vertical Features Remake
- 1980 : Act of God
- 1984 : Making a Splash
- 1985 : 26 Bathrooms
- 1989 : Les Morts de la Seine (Death in the Seine)
- 1991 : M is for Man, Music, Mozart
- 1992 : Rosa
- 1992 : Darwin
- 1995 : Lumière et Compagnie - segment
- 1997 : The Bridge
- 2001 : The Man in the Bath
- 2004 : Visions of Europe - segment European Showerbath
- 2013 : Just in Time, segment du film 3x3D